# Luigi Natale Vernazzi
Luigi Natale Vernazzi (Parma, 25 dicembre 1771 – Parma, 19 luglio 1836) è stato un orafo italiano.
Studiò disegno e incisione nello studio di Paolo Toschi, poi apprese l'arte dell'oreficeria con i fratelli Froni, orafi della corte borbonica. Agli inizi dell'Ottocento aprì una bottega di oreficeria in strada San Michele a Parma (l'attuale strada della Repubblica). Tra i suoi primi lavori è da segnalare il grandioso ostensorio per il Santuario della Beata Vergine (Madonna dei Prati) a Busseto, eseguito nel 1815.
La sua abilità gli permise di farsi in breve tempo una clientela presso le famiglie abbienti e i nobili della città, in particolare i Sanvitale. Fu probabilmente il conte Stefano Sanvitale, consigliere della duchessa Maria Luisa d'Austria, a suggerirne la scelta come fornitore ufficiale di corte, che avvenne nel 1818. Su commissione della duchessa eseguì le insegne dei Cavalieri dell'Ordine Costantiniano di San Giorgio. Per procurarsi i particolari smalti necessari si rivolse prima all'orafo Filippo Pera di Milano, poi alla sede milanese dell'oreficeria Bachelard di Ginevra. Da altri orafi di Ginevra, i fratelli Rey, cominciò ad importare orologi in oro e altri oggetti in smalto, oro ed argento.
Fu professore di ornato e arti meccaniche all'Accademia di Belle Arti, e dal 1834 consigliere della Camera di Commercio. Eseguì moltissimi pregevoli lavori per le chiese del Ducato di Parma, ma anche per altre chiese, come per esempio la Basilica della Ghiaia di Reggio Emilia e il duomo di Pontremoli.
A Parma gli è intitolata una via nel quartiere San Leonardo, trasversale di via Paradigna (nei pressi dell'ingresso dell'Autostrada A1).